# Liste der Kulturdenkmale in Melpitz
In der Liste der Kulturdenkmale in Melpitz sind die Kulturdenkmale des Torgauer Ortsteils Melpitz verzeichnet, die bis August 2020 vom Landesamt für Denkmalpflege Sachsen erfasst wurden (ohne archäologische Kulturdenkmale). Die Anmerkungen sind zu beachten.
Diese Aufzählung ist eine Teilmenge der Liste der Kulturdenkmale in Torgau.

## Melpitz
| Bild                                    | Bezeichnung                                                                                        | Lage                                    | Datierung | Beschreibung | ID       |
| --------------------------------------- | -------------------------------------------------------------------------------------------------- | --------------------------------------- | --- | --- | -------- |
| Weitere Bilder                          | Kirche mit Ausstattung und Einfriedung sowie Denkmal für die Gefallenen des Ersten Weltkrieges     | Windmüllerstraße (Karte)                | 12. Jahrhundert / 13. Jahrhundert (Kirche); 1615 (Kanzel); bezeichnet mit 1723 (Altar); bezeichnet mit 1753 (Taufe); 18. Jahrhundert (Grabsteine an der Außenwand der Kirche) | Im Kern romanische Saalkirche, Anfang 17. Jahrhundert erneuert, mit westlichem querrechteckigem Turmaufsatz, Sakristei im Norden und Vorhalle im Süden sowie Satteldach, dazu Ausstattung zumeist aus dem 18. Jahrhundert, ursprünglich erhaltenes Beispiel der Kirchenbaukunst vom frühen Mittelalter bis zum 18. Jahrhundert, baugeschichtlich, künstlerisch und ortsgeschichtlich von Bedeutung, singulär. | 09287227 |
| Direkt Bild zu diesem Denkmal hochladen | Wohnhaus eines Bauernhofes                                                                         | Windmüllerstraße 3 (Karte)              | Um 1800 | Mit Krüppelwalmdach und verputztem Fachwerkobergeschoss, als eines der wenigen Fachwerkgebäude von Melpitz baugeschichtlich bedeutend, im Zusammenhang mit der Kirche und dem Anwesen Nummer 4 wichtig für das Ortsbild | 09287226 |
| Weitere Bilder                          | Wohnhaus eines Bauernhofes                                                                         | Windmüllerstraße 4 (Karte)              | Um 1800 | Substanz aus der Zeit um 1800, baugeschichtlich und siedlungsgeschichtlich von Bedeutung. Segmentbogenförmige Gewände im Inneren des Wohnhauses, starke Wände. Scheune Klinkerbauweise, ruinös, Streichung 2015, kein ausreichender Denkmalwert mehr vorhanden. | 09287228 |
|                                         | Seitengebäude, Taubenhaus und Einfriedung eines Bauernhofs                                         | Windmüllerstraße 7 (Karte)              | Um 1900 | Wichtige Zeugnisse ländlicher Architektur um 1900, baugeschichtlich und wirtschaftsgeschichtlich von Bedeutung. Seitengebäude mit Satteldach und Halbgeschoss, originale Tür und teilweise originale Fenster. In Klinkerbauweise ausgeführtes zweigeschossiges Taubenhaus mit Walmdach. Staketenzaun mit Klinkersockel und Klinkerpfosten.                                                                    | 09287232 |
|                                         | Transformatorenhäuschen                                                                            | Windmüllerstraße 29 (gegenüber) (Karte) | Anfang 20. Jahrhundert | Über quadratischem Grundriss mit Satteldach und Simsabdeckung, verputzt, baugeschichtlich und technikgeschichtlich von Belang | 09287231 |
| Direkt Bild zu diesem Denkmal hochladen | Wohnhaus und südlich angebautes Seitengebäude eines Bauernhofes                                    | Windmüllerstraße 33 (Karte)             | 1. Hälfte 19. Jahrhundert | Wohnhaus vermutlich mit verputztem Fachwerkobergeschoss und Steildach, ursprünglich erhaltenes Beispiel ländlicher Architektur aus der 1. Hälfte des 19. Jahrhunderts, neben Windmüllerstraße 3 letztes Fachwerkgebäude von Melpitz, baugeschichtlich von Bedeutung, singulär | 09287230 |
| Direkt Bild zu diesem Denkmal hochladen | Wohnhaus, drei Seitengebäude (davon zwei Ställe) und Scheune eines Dreiseithofes sowie Toreinfahrt | Windmüllerstraße 34 (Karte)             | 2. Hälfte 19. Jahrhundert (Seitengebäude und Scheune); bezeichnet mit 1933 (Bauernhaus)                                                                                       | Repräsentativster und ehemals am geschlossensten erhaltener Bauernhof von Melpitz, baugeschichtlich und wirtschaftsgeschichtlich von Bedeutung; südliche und östliche Gebäude zwischen 2015 und 2017 abgerissen. Wohnhaus zweigeschossig mit Krüppelwalmdach, Seitengebäude mit Kniestock und Satteldach. | 09287229 |

## Tabellenlegende
- Bild: Bild des Kulturdenkmals, ggf. zusätzlich mit einem Link zu weiteren Fotos des Kulturdenkmals im Medienarchiv Wikimedia Commons. Wenn man auf das Kamerasymbol klickt, können Fotos zu Kulturdenkmalen aus dieser Liste hochgeladen werden:
- Bezeichnung: Denkmalgeschützte Objekte und ggf. Bauwerksname des Kulturdenkmals
- Lage: Straßenname und Hausnummer oder Flurstücknummer des Kulturdenkmals. Die Grundsortierung der Liste erfolgt nach dieser Adresse. Der Link (Karte) führt zu verschiedenen Kartendiensten mit der Position des Kulturdenkmals. Fehlt dieser Link, wurden die Koordinaten noch nicht eingetragen. Sind diese bekannt, können sie über ein Tool mit einer Kartenansicht einfach nachgetragen werden. In dieser Kartenansicht sind Kulturdenkmale ohne Koordinaten mit einem roten bzw. orangen Marker dargestellt und können durch Verschieben auf die richtige Position in der Karte mit Koordinaten versehen werden. Kulturdenkmale ohne Bild sind an einem blauen bzw. roten Marker erkennbar.
- Datierung: Baubeginn, Fertigstellung, Datum der Erstnennung oder grobe zeitliche Einordnung entsprechend des Eintrags in der sächsischen Denkmaldatenbank
- Beschreibung: Kurzcharakteristik des Kulturdenkmals entsprechend des Eintrags in der sächsischen Denkmaldatenbank, ggf. ergänzt durch die dort nur selten veröffentlichten Erfassungstexte oder zusätzliche Informationen
- ID: Vom Landesamt für Denkmalpflege Sachsen vergebene, das Kulturdenkmal eindeutig identifizierende Objekt-Nummer. Der Link führt zum PDF-Denkmaldokument des Landesamtes für Denkmalpflege Sachsen. Bei ehemaligen Kulturdenkmalen können die Objektnummern unbekannt sein und deshalb fehlen bzw. die Links von aus der Datenbank entfernten Objektnummern ins Leere führen. Ein ggf. vorhandenes Icon  führt zu den Angaben des Kulturdenkmals bei Wikidata.